# Torneig d'escacs Shamkir
El Torneig d'escacs de Shamkir és un torneig d'escacs en la memòria de Vugar Gaixímov que té lloc a Shamkir (Azerbaidjan) des del 2014 i patrocinat per Synergy Group. La cerimònia inicial de la tercera edició del 2016 va tenir la presència del president de la FIDE Kirsan Iliumjínov.

## Quadre d'honor
| # | Any  | Campió              | Subcampió         | Tercer          |
| - | ---- | ------------------- | ----------------- | --------------- |
| 1 | 2014 | Magnus Carlsen      | Fabiano Caruana   | Hikaru Nakamura |
| 2 | 2015 | Magnus Carlsen      | Viswanathan Anand | Fabiano Caruana |
| 3 | 2016 | Xakhriar Mamediàrov | Fabiano Caruana   | Anish Giri      |